# Jan Bjerlestam
Jan Bjerlestam, före detta elitserie- och landslagsspelare i innebandy. Föddes 1980 i Kristianstad i Skåne, och spelade i unga år innebandy med Bygdepojkarna från samma landskap. Röke IBK blev nästa klubbadress mellan åren 1996 och 1999, innan han som 19-åring tog klivet till elitserieklubben Jönköpings IK. Åren där blev framgångsrika och resulterade i fem A-landskamper säsongen 2002-2003. Säsongen 2001-2002 slutade han på andra plats i elitseriens poängliga, då han svarade för 39 mål och 34 assist på 30 matcher. Bjerlestam spelade med nr 23 på tröjan och var vänsterskytt. Hans position var forward.
Säsongen 2006/2007 gjorde Bjerlestam comeback på högsta nivå i Viking Roma i italienska Serie A. Där ledde han laget till klubbens första titel tillsammans med bl.a. tre andra svenskar, Markus Tingland, Andreas Vanberg och Alexander Wiberg. I finalen, där man besegrade SSV Diamante från Bolzano med 7-5, svarade Bjerlestam för 2 mål och 3 assist. Totalt under säsongen samlade han ihop 102 (72+31) poäng vilket var nytt rekord i Italienska ligan.